# Ен (притока Оазе)
Ена (фр. Aisne) је река у Француској. Дуга је 353 km. Улива се у Оазу. 